# Левин, Сэмм
Сэ́мюэл Фра́нклин (Сэмм) Леви́н (англ. Samuel Franklin "Samm" Levine, род. 12 марта 1982, Чикаго) — американский актёр и комедиант.

## Ранняя жизнь и образование
Левин родился в Чикаго, штат Иллинойс в семье ипотечного брокера Линн и дантиста Гарри Левина. Он вырос в Нью-Джерси.

## Карьера
Левин начал работать комедиантом на бар-мицва в возрасте двенадцати лет. На одном из них присутствовала Лиза Кудроу, которая посоветовала Левину начать ходить на прослушивания на Манхэттене.
Когда Левин начал актёрскую карьеру, он добавил лишнюю «м» к своему имени, так как в Гильдии киноактёров США уже был зарегистрирован Сэм Левин.
Левин получил роль в шестом и финальном сезоне культового сериале «Остаться в живых» — эпизодическая роль клерка в эпизоде «Все любят Хьюго» была специально написана сосоздателем сериала Деймоном Линделофом для Левина.
Он также появлялся на регулярной основе в подкасте Дага Бенсона «Даг любит фильмы», а также появился в игре Леонарда Малтина. Кроме того он являлся постоянным участником «Чат-шоу Кевина Поллака» начиная с первого эпизода, вышедшего в эфир 22 марта 2009 года. Всего он появился в около 200-х эпизодах шоу.
Левин имел заметные роли в фильмах «Недетское кино» и «Бесславные ублюдки» (в роли рядового первого класса Хиршберга).
В феврале 2014 года Левин занял 99-е место в опросе VH1 «100 величайших детей-звёзд».

## Личная жизнь
Левин встречался с комедианткой и блогером Габи Данн.